# Heterostegane calidata
Heterostegane calidata är en fjärilsart som beskrevs av W. Warren 1897. Heterostegane calidata ingår i släktet Heterostegane och familjen mätare. Inga underarter finns listade i Catalogue of Life.